# Красноухая юхина
Красноухая юхина (лат. Staphida castaniceps) — вид воробьиных птиц из семейства белоглазковых (Zosteropidae). Выделяют четыре подвида.

## Распространение
Обитает на Индийском субконтиненте и в Юго-Восточной Азии. Ареал простирается от Гималаев до северо-западной части Таиланда. Естественной средой обитания красноухих юхин являются влажные субтропические и тропические леса, как равнинные, так и горные.